# Nou Estadi de Tarragona
Nou Estadi de Tarragona er et stadion i Tarragona, Catalonien, Spanien. For tiden bruges det mest til fodbold. Det er hjemmebane for Gimnàstic de Tarragona. Kapiciteten har siden 2006 været på 14.500 (tidligere var det 12.000).
41°07′37″N 1°16′22″Ø / 41.1269°N 1.2728°Ø